# Chiesa di San Gavino (Orosei)
La chiesa di San Gavino è un edificio religioso situato ad Orosei, centro abitato della Sardegna centro-orientale. 
Edificata nel XIII secolo, è consacrata al culto cattolico e fa parte della parrocchia di San Giacomo Maggiore, diocesi di Nuoro.

## Galleria d'immagini

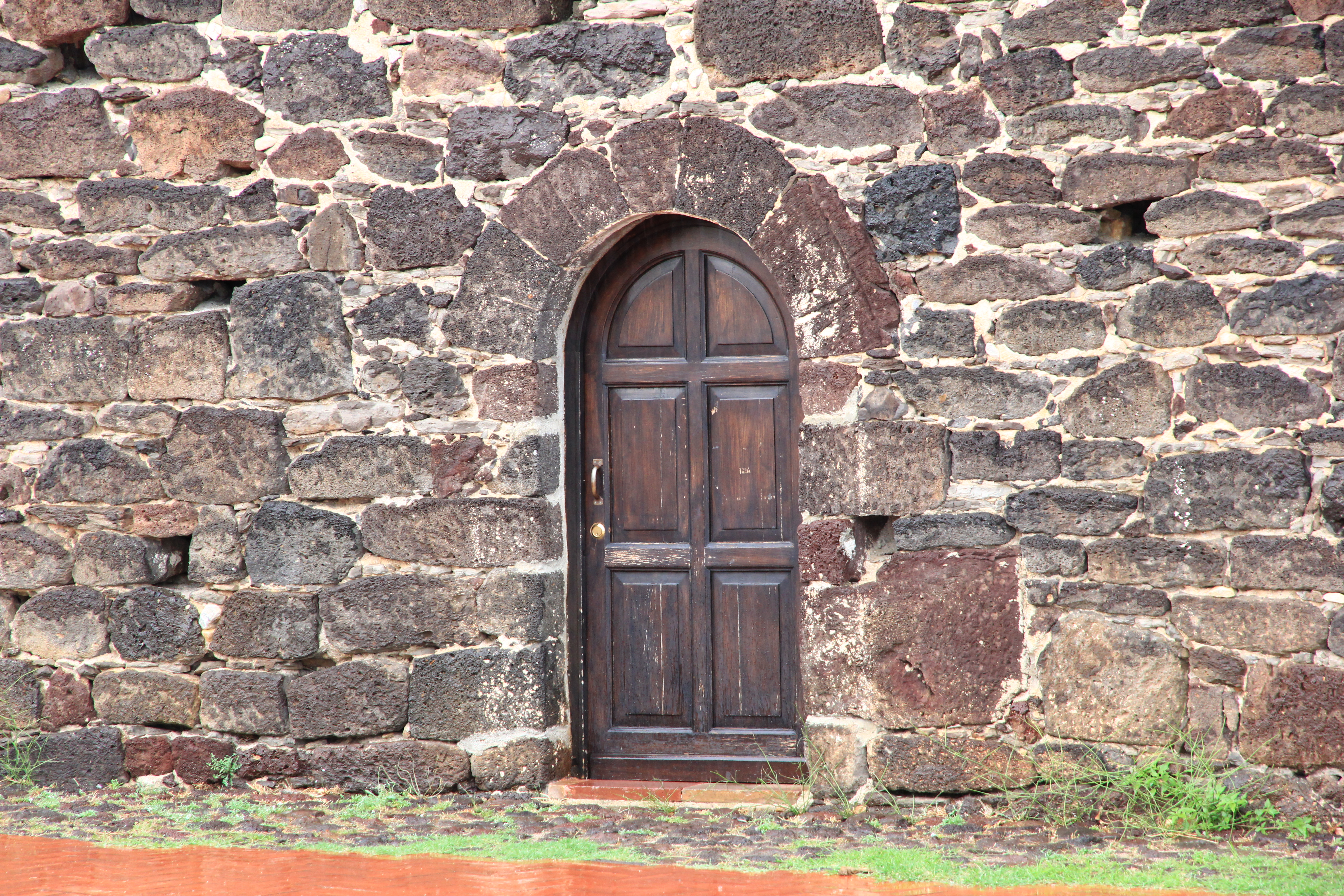
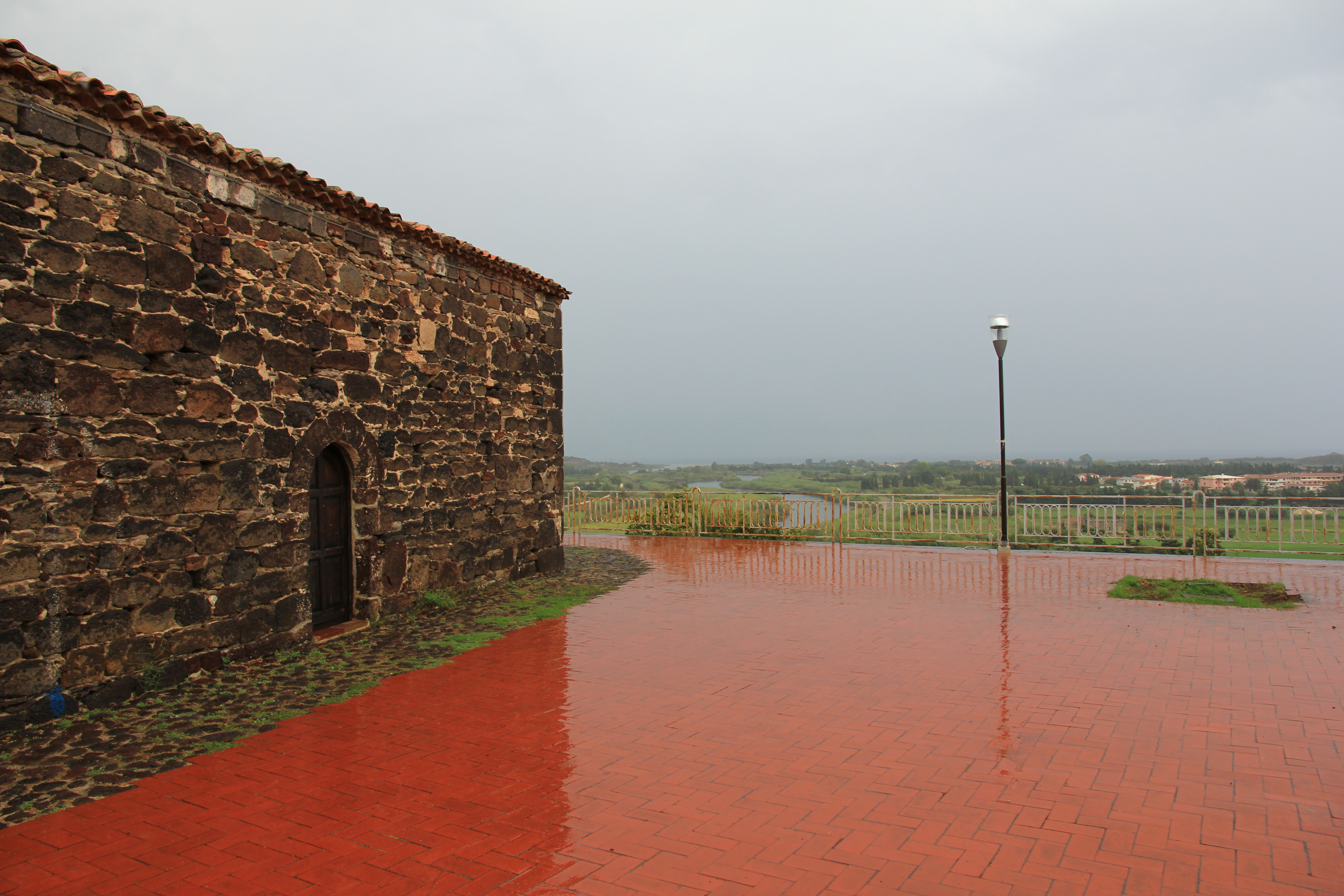